# ابی مالک تیموتئوس
مار ابی مالک تیموتئوس (متولد ۲۸ اوت ۱۸۷۸- درگذشته ۳۰ آوریل ۱۹۴۵)، یک کشیش کلیسای آشوری مشرق بود که از سال ۱۹۰۷ تا زمان مرگش در سال ۱۹۴۵به عنوان اسقف اعظم شهر ملابار و منطقه بزرگی از هند خدمت می‌کرد. ابی مالک در روستای مار بیشو در امپراتوری عثمانی متولد شد. در سال‌های بعد رهبر آشوریان مارشیمون بنیامین بعد از آنکه طوماری از طرف کلیسای سریانی کلدانی در شهر تریسور دریافت کرد ابی مالک را به عنوان اسقف به ان شهر در هندوستان فرستاد.
شورای کلیسای آشور مشرق اعلام کرد که پس از اتخاذ روال جدید تقدیس ابی مالک تیموتئوس در ماه مه ۲۰۱۸ تشریع و منصوب می‌شود. در ۲۹ سپتامبر ۲۰۱۹ گوارگیس سوم اسقف اعظم کلیسای آشور مشرق، ابی مالک تیموتئوس را به عنوان قدیس اعلام کرد.

## برای مطالعهٔ بیشتر
- Mooken, Aprem (1975). Mar Abimalek Timotheus: A Biography. Trichur: Mar Narsai Press.

| عنوان‌های کلیسای مشرق                       | عنوان‌های کلیسای مشرق                                  | عنوان‌های کلیسای مشرق                |
| ------------------------------------------ | ----------------------------------------------------- | ----------------------------------- |
| بدون متصدیآخرین تصدی توسط:آبدیشو تونداناتا | کلیسای کلدانی سوریه، کلانشهر مادابار در هند ۱۹۰۷–۱۹۴۵ | بدون متصدیتصدی بعدی توسط:توما دارمو |